# T-Hrvatski Telekom
T-Hrvatski Telekom est une entreprise croate faisant partie du CROBEX, le principal indice boursier de la bourse de Zagreb.
L'entreprise, filiale de l'entreprise allemande Deutsche Telekom, est un des principaux opérateurs de télécommunications du pays, avec environ 1,3 million de lignes fixes et 2,5 millions de lignes mobiles.

## Historique
L'entreprise a été créée en 1998 après la scission de la compagnie publique de poste et de télécommunications.
Deutsche Telekom acquiert la société en 2004.